# Mina d'estate
Mina d'estate è una raccolta della cantante italiana Mina, pubblicata su Stereo8 e musicassetta dall'etichetta discografica di proprietà della cantante PDU a giugno del 1969 e distribuita dalla Phonogram.

## Descrizione
Raccolta con due tracce dal vivo e senza inediti.
I brani dei singoli Non credere/Dai dai domani (aprile 1969) e Un'ora fa/Ma che freddo fa (febbraio 1969) compaiono per la prima volta su un album. Fa eccezione Un'ora fa, che insieme agli ultimi 2 brani del lato B, era già presente nella coeva raccolta Stasera...Mina.
Entrambi i supporti Stereo8 e audiocassetta riportano lo stesso numero di catalogo, PDU 34258 CDE. Nella sezione tracce è riportata la divisione in lati dell'audiocassetta.
Dal 2012 tutte le raccolte NON fanno più parte della discografia ufficiale Archiviato il 14 gennaio 2020 in Internet Archive..

## Tracce
Lato A
1. Non credere – 4:03 (testo: Mogol, Ascri[1] – musica: Roberto Soffici; edizioni musicali Fono Film / PDU) – Inedito su album (singolo, 1969)
2. Un'ora fa – 2:26 – raccolta Stasera...Mina e singolo, 1969
3. Dai dai domani (A praça) – 3:10 (testo: Paolo Limiti – musica: Carlos Imperial; edizioni musicali Eurovox / PDU) – Inedito su album (singolo, 1969)
4. Ma che freddo fa – 2:43 (testo: Franco Migliacci – musica: Claudio Mattone; edizioni musicali RCA Italiana) – Inedito su album (singolo, 1969)
5. Lazy River – 2:49 – da Dedicato a mio padre, 1967
6. Johnny Guitar – 2:41 – da Dedicato a mio padre, 1967

Lato B
1. Besame mucho – 2:40 – da Dedicato a mio padre, 1967
2. Cry – 3:31 – live da Mina alla Bussola dal vivo, 1968
3. Per ricominciare (Can't Take My Eyes Off You) – 3:30 – live da Mina alla Bussola dal vivo, 1968
4. Vorrei che fosse amore – 2:26 – da Canzonissima '68, 1968
5. Ma l'amore no – 3:35 – da I discorsi, 1969
6. Se stasera sono qui – 3:32 – da I discorsi, 1969